# دنیر (کالیفرنیا)
دنیر (به انگلیسی: Denair) یک منطقهٔ مسکونی در ایالات متحده آمریکا است که در شهرستان استانیسلاس، کالیفرنیا واقع شده‌است. دنیر ۵٫۱۳۱ کیلومتر مربع مساحت و ۴٬۴۰۴ نفر جمعیت دارد و ۳۸ متر بالاتر از سطح دریا واقع شده‌است.